# A.I.ライジング
『A.I.ライジング』（エーアイライジング、A.I. Rising または Ederlezi Rising）は2018年のセルビアのSF映画。
ラザル・ボドローザ監督の長編デビュー作で、出演はセバスチャン・カヴァーツァとストーヤなど。
原作はゾラン・ネスコヴィッチによる1980年代の短編小説で、ユーゴスラビア人の宇宙飛行士と女性型アンドロイドの関係を描いている。
2018年2月から3月にかけて開催されたベオグラード国際映画祭で初上映され、長編映画賞など5部門で受賞した他、 様々な映画祭に出品され、いくつかの賞を受賞している。
日本ではヒューマントラストシネマ渋谷の特集「WCC ワンダーナイト・シネマカーニバル2019」内の「WWC ホワット・ア・ワンダフル・シネマ2019」で上映された。

## ストーリー
地球から国家が消滅して社会主義の世界となった2148年、ベテラン宇宙飛行士のミルーティンは、世界最大の宇宙開発企業エデルレジ社に雇われ、約4光年先のケンタウルス座アルファ星への探査ミッションに出発する。同行する女性型アンドロイドのニマーニ1345は、容姿や性格などの全てをミルーティンの嗜好に合わせてプログラムされており、彼の任務を補佐するだけでなく、話し相手やセックスの相手まで務める。しかし、長い宇宙生活の中で、全てに従順なニマーニに対し、ミルーティンは徐々に不満を抱くようになり、ニマーニを「人間の女」にするため、ニマーニのプログラムを書き換えようと考える。そこで、書き換えに必要な「上位権限」を得るため、ミルーティンは宇宙船を意図的に緊急事態に追い込む。そして、思惑通りに権限を手に入れると、ニマーニのプログラムを強制的に書き換える。ところが、再起動したニマーニは、ミルーティンに対して反抗的で頑な態度を取り、性的関係を拒むようになる。ミルーティンはニマーニを性奴隷のように扱ってきたことに対する罰を受けていると考えるようになり、精神を病んでいくと、任務の遂行すら危ぶまれるようになる。この事態にニマーニは原因である自分自身を破壊することを決めると、自らの充電池を放電する。ミルーティンは自分のためにニマーニが「死」を選んだことを知ると、危険を顧みずに宇宙船外にある太陽電池からニマーニの充電池を充電する。強い放射線を浴び、命の危険にさらされながらも、ミルーティンはニマーニが完全に記憶を失ってしまうギリギリのところで充電池をニマーニの体内に戻すと、そのまま意識を失う。再起動したニマーニは傍らに横たわるミルーティンを抱き抱える。ミルーティンの生死は不明のまま物語は終了する。

## キャスト
- ミルーティン: セバスチャン・カヴァーツァ（スロベニア語版） - ベテラン宇宙飛行士。
- ニマーニ1345: ストーヤ - 女性型アンドロイド。
- 社会工学者: マルーシャ・マイエル - エデルレジ社の担当者。
- コンピューター: クリスティ・ベスターマン（英語版）（声のみ） - ミルーティンとニマーニが搭乗した宇宙船を制御。

## 作品の評価
映画評論家のなかざわひでゆきは本作を「世の男性のヒギンズ教授症候群的な願望を皮肉ったフェミニズム色の強い」作品と評する一方、「『2001年宇宙の旅』×『エクス・マキナ』的なビジュアル」を高く評価するとともに、スタンリー・キューブリック監督を意識した演出と指摘している。

## 受賞・ノミネート
- ベオグラード国際映画祭5部門受賞
  - ベオグラード国際映画祭[長編映画賞][監督賞][最優秀主演女優賞][最優秀主演男優賞][Special Mention賞]受賞
- SOFEST映画祭[監督賞]受賞
- タルコフスキー映画祭[若手批評家賞]受賞
- LET'S CEE Film Festival（作品賞受賞・新人監督賞ノミネート）
- ブリュッセル・ファンタスティック国際映画祭(最優秀ヨーロッパ映画賞ノミネート)
- ファンタスポルト国際映画祭（最優秀作品賞ノミネート）
- Festival Filmskih Scenarija - Screenfest（最優秀脚本賞ノミネート）
- Jameson CineFest - Miskolc International Film Festival（エメリック・プレスバーガー賞ノミネート）
- レインダンス映画祭（新人監督賞ノミネート）
- ブコバル映画祭（最優秀映画賞ノミネート）
- ワルシャワ国際映画祭（Discoveries Sectionノミネート）